# Mine de Bełchatów
 (mars 2025).
La mine de Bełchatów est une mine à ciel ouvert de charbon (plus exactement de lignite) située dans la commune (gmina) de Bełchatów dans la voïvodie de Łódź à 150 kilomètres à l'ouest de Varsovie, capitale de la Pologne. 
Sa production annuelle de charbon est d'environ 50 millions de tonnes. Elle serait la plus importante mine de charbon de l'Union européenne.
Cette mine est aussi un site paléontologique d'âge miocène. On y a trouvé, par exemple, des plantes fossiles ou encore les restes d'un crocodile.